# 1895 год в кино
1895 — год официального рождения кинематографа. Пробные (в том числе публичные) демонстрации фильмов начались с 1888 года, а в 1895 году проходило уже достаточное количество сеансов «движущейся фотографии», но их изобретатели обычно не знали друг о друге, что впоследствии стало причиной бесконечных споров о приоритете в изобретении кино. Публичные платные сеансы братьев Огюста и Луи Люмьер оказались наиболее популярны и успешны с коммерческой точки зрения, поэтому именно Люмьеров принято считать родоначальниками кинематографии.

## События
- Февраль-март — Уильям Поль и Бирт Акрес строят первую рабочую 35-мм камеру в Великобритании — «Кинеоптикон». Первые фильмы на нём — «Регата между Оксфордским и Кембриджском университетами» и «Бушующее море, вызвавшее наводнение в Дувре».
- Во Франции братья Огюст и Луи Люмьер придумали и построили лёгкую камеру «синематограф». Они обнаруживают, что их машина может также использоваться для контактной печати позитива и для проекции изображения на большой экран. Братья создают несколько короткометражных фильмов в это время.
- 13 февраля — братья Огюст и Луи Люмьер подают патент на аппарат «Синематограф» — комбинацию камеры, кинокопировального аппарата и кинопроектора[1].
- 22 марта — на конференции, посвящённой развитию французской фотопромышленности, впервые показан публике фильм братьев Люмьер «Выход рабочих с фабрики».
- 27 мая — Бирт Акрес патентует «Кинеоптикон».
- 12 июня — фильм «Прибытие делегатов на фотоконгресс в Лионе» показан на следующий день после его съёмки Люмьерами на закрытии фотоконгресса.
- Конец сентября — Чарлз Фрэнсис Дженкинс (англ. Charles Francis Jenkins) и Томас Армат (англ. Thomas Armat) продемонстрировали в Атланте на Всемирной выставке Хлопковых штатов изобретённый ими кинопроектор «фантаскоп».
- Ноябрь — в Германии Эмиль и Макс Складановские доработали свой собственный кинопроектор.
- 28 декабря — в «Гран-кафе» на бульваре Капуцинок (Париж) состоялся первый публичный сеанс «Синематографа братьев Люмьер». Братья первыми в мире реализовали ставшую классической схему платного показа фильмов публике на большом экране.
- 30 декабря — в Нью-Джерси Уильямом Диксоном, Генри Марвином (англ. Henry Marvin), Германом Каслером (англ. Herman Casler) и Элиасом Бернардом Купманом (англ. Elias Bernard Koopman) основана кинокомпания American Mutoscope & Biograph Company.
- Леон Гомон основал кинокомпанию Gaumont.
- Герман Каслер производит 68 мм камеру «Байограф» (англ. the Biograph). Это первая успешная 68 мм (70 мм) камера.
- Анри Жоли (фр. Henri Joly) представляет 60 мм формат.

### В Российской империи
- В августе одно из первых сообщений в России об изобретении кинематографа братьями Люмьер появилось в 1895 году в восьмом номере «Русского фотографического журнала»[2].
- В октябре Опубликовано детальное описание киноаппарата братьев Люмьер в десятом номере «Русского фотографического журнала»[3].

Рига. «Оптические представления» физика П. В. Деринга в цирке Саламонского. «Путешествие вдоль полярных окраин России с показом северного сияния, солнца, охоты на моржей и белых медведей; сказка о Белоснежке и семи карликах; путешествие по Бирмании и Сиаму в 1873 году в 10 оригинальных видах, снятых с натуры; индуистский праздник на реке Ганг и др.».

## Фильмы
- «Акробатическая смесь» (нем. Akrobatisches Potpourri), Германия (реж. Макс Складановский).
- «Апофеоз» (нем. Apotheose), Германия (реж. Макс Складановский).
- «Арест карманника» (англ. The Arrest of a Pickpocket), Великобритания (реж. Бирт Акрес).
- «Билли Эдвардс и неизвестный» (англ. Billy Edwards and the Unknown), США (реж. Уильям Диксон).
- «Бокс» (нем. Ringkämpfer), Германия (реж. Макс Складановский).
- «Бокс с кенгуру» (нем. Das Boxende Känguruh), Германия (реж. Макс Складановский).
- «Бушующее море, вызвавшее наводнение в Дувре» (англ. Rough Sea at Dover), Великобритания (реж. Бирт Акрес).
- «Дерби» (англ. The Derby), Великобритания (реж. Бирт Акрес).
- «Зимний сад» (нем. Wintergartenprogramm), Германия (реж. Макс Складановский).
- «Игра в карты» (фр. Partie de cartes), Франция (реж. Луи Люмьер).
- «Итальянский крестьянский танец» (нем. Bauerntanz zweier Kinder), Германия (реж. Макс Складановский).
- «Казнь Марии Шотландской» (англ. The Execution of Mary Stuart), США (реж. Альфред Кларк (англ. Alfred Clark)).
- «Лодка покидает порт (фр. Barque sortant du port)», Франция (реж. Луи Люмьер).
- «Механический мясник» (фр. La charcuterie mécanique), Франция (реж. Луи Люмьер).
- «Открытие Кильского канала» (англ. Opening of the Kiel Canal), Великобритания (реж. Бирт Акрес).
- «Принцесса Али» (англ. Princess Ali), США (реж. Уильям Хейз (англ. William Heise)).
- «Регата между Оксфордским и Кембриджском университетами» (англ. The Oxford and Cambridge University Boat Race), Великобритания (реж. Бирт Акрес).
- «Серпантин» (нем. Die Serpentintänzerin), Германия (реж. Макс Складановский).
- «Танец Лои Фуллер» (англ. Annabelle Serpentine Dance), США (реж. Уильям Диксон).

### Программа первого киносеанса братьев Люмьер
1. «Выход рабочих с фабрики» (фр. La Sortie de l'usine Lumière à Lyon), Франция (реж. Луи Люмьер).
2. «Вольтижировка» (фр. La Voltige), Франция (реж. Луи Люмьер).
3. «Ловля золотых рыбок» (фр. La Pêche aux poissons rouges), Франция (реж. Луи Люмьер).
4. «Прибытие делегатов на фотоконгресс в Лионе» (фр. Le Débarquement du Congrès de Photographie à Lyon), Франция (реж. Луи Люмьер).
5. «Кузнецы» (фр. Les Forgerons), Франция (реж. Луи Люмьер).
6. «Политый поливальщик» (фр. L'Arroseur arrosé / Le Jardinier), Франция (реж. Луи Люмьер).
7. «Завтрак младенца» (фр. Repas de bébé), Франция (реж. Луи Люмьер).
8. «Прыжок через одеяло» (фр. Le Saut à la couverture), Франция (реж. Луи Люмьер).
9. «Площадь Корделье в Лионе» (фр. La Place des Cordeliers à Lyon), Франция (реж. Луи Люмьер).
10. «Морское купание» (фр. La Mer / Baignade en mer), Франция (реж. Луи Люмьер).

## Родились
- 7 февраля — Анита Стюарт, американская киноактриса и продюсер (умерла в 1961 году).
- 25 февраля — Айнар Аксельссон (англ. Einar Axelsson), шведский киноактёр (умер в 1971 году).
- 11 марта — Шемп Ховард (англ. Shemp Howard), американский комический киноактёр (умер в 1955 году).
- 25 марта — Валерий Инкижинов — советский и французский актёр, режиссёр кино и театра (умер в 1973 году).
- 27 марта — Бетти Шод (англ. Betty Schade), американская актриса немецкого происхождения (умерла в 1982 году).
- 7 апреля — Маргарете Шён (англ. Margarete Schön), немецкая актриса (умерла в 1985 году).
- 6 мая — Рудольф Валентино, американский актёр итальянского происхождения (умер в 1926 году).
- 10 июня — Хэтти Макдэниел, американская актриса, певица и комедиантка (умерла в 1952 году).
- 25 июля — Ингеборг Спангсфильд (англ. Ingeborg Spangsfeldt), датская актриса (умерла в 1968 году).
- 26 июля
- Грейси Аллен, американская актриса (умерла в 1964 году).
- Кеннет Харлан, американский киноактёр  (умер в 1967 году).
- 22 сентября — Пол Муни, американский киноактёр, лауреат премии «Оскар» (умер в 1967 году).
- 2 октября — Бад Эбботт, американский комический актёр (умер в 1974 году).
- 4 октября — Бастер Китон, американский киноактёр и режиссёр, классик немой кинокомедии (умер в 1966 году).
- 21 октября — Эдна Пёрвиэнс, американская киноактриса (умерла в 1958 году).
- 14 ноября — Луиза Хафф (англ. Louise Huff), американская актриса (умерла в 1973 году).
- 3 декабря — Тадеуш Ольша, польский актёр и певец (умер в 1975 году).